# Rudka-Kolonia (Rudka)
Rudka-Kolonia – część wsi Rudka w Polsce, położona w województwie świętokrzyskim, w powiecie ostrowieckim, w gminie Kunów.
W latach 1975–1998 Rudka-Kolonia administracyjnie należała do województwa kieleckiego.